# Berville (Val-d'Oise)
Berville è un comune francese di 333 abitanti situato nel dipartimento della Val-d'Oise nella regione dell'Île-de-France.

## Società

### Evoluzione demografica
Abitanti censiti